# Shahrestān di Mahvelat
Lo shahrestān di Mahvelat (farsi شهرستان مه‌ولات) è uno dei 28 shahrestān del Razavi Khorasan, il capoluogo è Feyzabad. Lo shahrestān è suddiviso in 2 circoscrizioni (bakhsh): 
- Centrale (بخش مرکزی), con le città di Feyzabad e 'Abdalabad.
- Shadmehr (بخش شادمهر), con la città di Shad Mehr.